# Пограбування по-італійськи (фільм, 2003)
«Пограбування по-італійськи» (англ. The Italian Job) — американський пригодницький фільм-бойовик 2003 року режисера Ф. Гері Грея з Марком Волбергом у головній ролі, ремейк однойменного фільму 1969 року.

## Сюжет
Події фільму починаються в Венеції, Італія, з телефонної розмови «лідера» Джона Бріджера зі своєю дочкою Стелою. Він говорить їй, що це його «остання справа». Джон зустрічається з «планувальником» Чарлі для обговорення майбутнього пограбування. Джон і Чарлі є хорошими друзями і дуже поважають один одного.
Чарлі планує і проводить добре обдумане і швидке пограбування, яке включає заволодіння великою партією золотих злитків. Під час цієї сцени ми знайомимося з іншими членами команди. Стів є «людиною всередині», Красунчик Роб професійний «водила», Ліве вухо експерт з вибухівки, а Лайл (який пізніше вимагає прізвиська «Напстер») експерт з техніки (в основному, комп'ютерною). Сам Джон є професійним зломником сейфів. Пограбування проведено блискуче, і починається святкування, але ейфорія триває недовго. Стів виявляється зрадником і має свої плани щодо золота, і захоплює всю партію, при цьому вбиваючи Бріджера. Вважаючи решти членів команди мертвими, він їде. Але всі, крім Джона, залишаються в живих і готуються до помсти…

## Згадування про українців
Персонаж Skinny Pete, якого грає Гаутті (англ. Gawtti), говорить: «Якщо щось я і знаю, це те, що не можна перти проти матері природи, тещі і „довбаних українців“» (англ. «If there's one thing I know, it's never to mess with mother nature, mother in-laws, and „mother freaking Ukrainians“»).
Російський телеканал СТС під час показу фільму 16 липні 2019 року скоротив цей фрагмент, вирізавши частину фрази про українців: «Слухай сюди, я давно зрозумів, що не можна перти проти природи, проти тещі» (рос. Слушай сюда, я уяснил давно, что нельзя переть против природы, против тёщи). Потім фраза обривається і в російській редакції діалогу одразу починає говорити Чарлі Крокер, роль якого виконує Марк Волберг.

## У ролях
| Актор             | Роль           |
| ----------------- | -------------- |
| Марк Волберг      | Чарлі Крокер   |
| Шарліз Терон      | Стелла Бріджер |
| Едвард Нортон     | Стів Фразеллі  |
| Дональд Сазерленд | Джон Бріджер   |
| Джейсон Стейтем   | Роб            |
| Сет Грін          | Лайл           |
| Мос Деф           | Ліве вухо      |
| Борис Лі Крутоног | Євген          |
| Олек Крупа        | Машков         |
| Гаутті            | Skinny Pete    |
| Шон Феннінг       | камео          |